# 애플 마이티 마우스

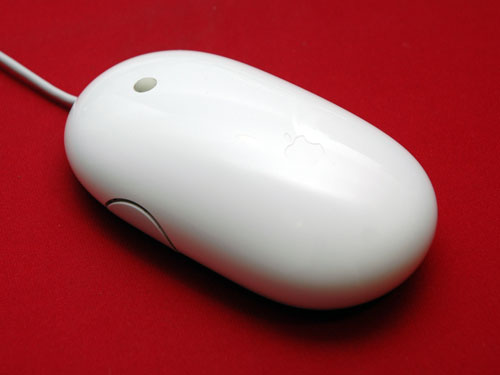
유선 마우스

애플 마우스(Apple Mouse, 과거 명칭: 애플 마이티 마우스)는 애플에서 개발한 멀티 버튼식의 마우스다. 2005년 2월에 신제품을 발표하고 판매하기 시작했다. 흰색 플라스틱에 애플 로고가 새겨져 있으며, 애플이 지금껏 고집해 온 특유의 `1버튼` 디자인의 단순미를 유지하면서도 상단 케이스 아래에 터치 센서를 장착, 네 개의 독립적인 버튼 기능을 지원한다. 제품명은 기존 '마이티 마우스'였다가 상표권 문제로 2009년 10월 현재의 이름으로 변경하였다.
처음에는 USB를 통한 유선 방식만 나왔으나, 2005년 7월 25일부터는 블루투스 기술을 이용한 무선 방식(한 개 또는 두 개의 AA 배터리 필요)도 출시되어, 두 가지 모델을 갖추고 있다. 유선 방식은 광학 기술을 이용하여, 무선 방식은 레이저 기술을 이용하여 마우스의 움직임을 파악한다.
기존의 상하 이동만이 아닌 수직, 수평, 대각선까지 360도 이동 가능한 스크롤 볼은 `마이티마우스`의 최대 장점이다.
이 마우스에는 네 가지 버튼이 있는데, 인식 방법은 다음과 같다.
- 왼쪽 버튼 (윗 부분을 그냥 눌렀을 경우)
- 오른쪽 버튼 (윗 부분을 눌렀지만 접촉 부분이 오른쪽일 경우)
- 스크롤 볼 (볼과 윗 부분이 동시에 눌렀을 경우, 아무 방향으로 스크롤할 수 있다. 볼을 누르는 동작으로 가운데 버튼으로 작용한다.)
- 사이드 버튼 (싱글 버튼과 동일하게 동작한다.)

또한 맥 OS X하에서는 마우스 버튼들은 프로그램화되어 있으며 프로그램이나 대시보드나 익스포제 같은 애플 운영체제의 기능을 실행하도록 설정할 수 있다.

## 같이 보기
- 애플 키보드
- 매직 마우스